# ماينفيلد (سويسرا)
ماينفيلد (بالفرنسية: Maienfeld)‏ هي بلدية تقع في سويسرا في كانتون غراوبوندن.

## المدن التوأمة
مدينة Cortaillod هي مدينة توأمة لـماينفيلد (سويسرا).

## معرض صور

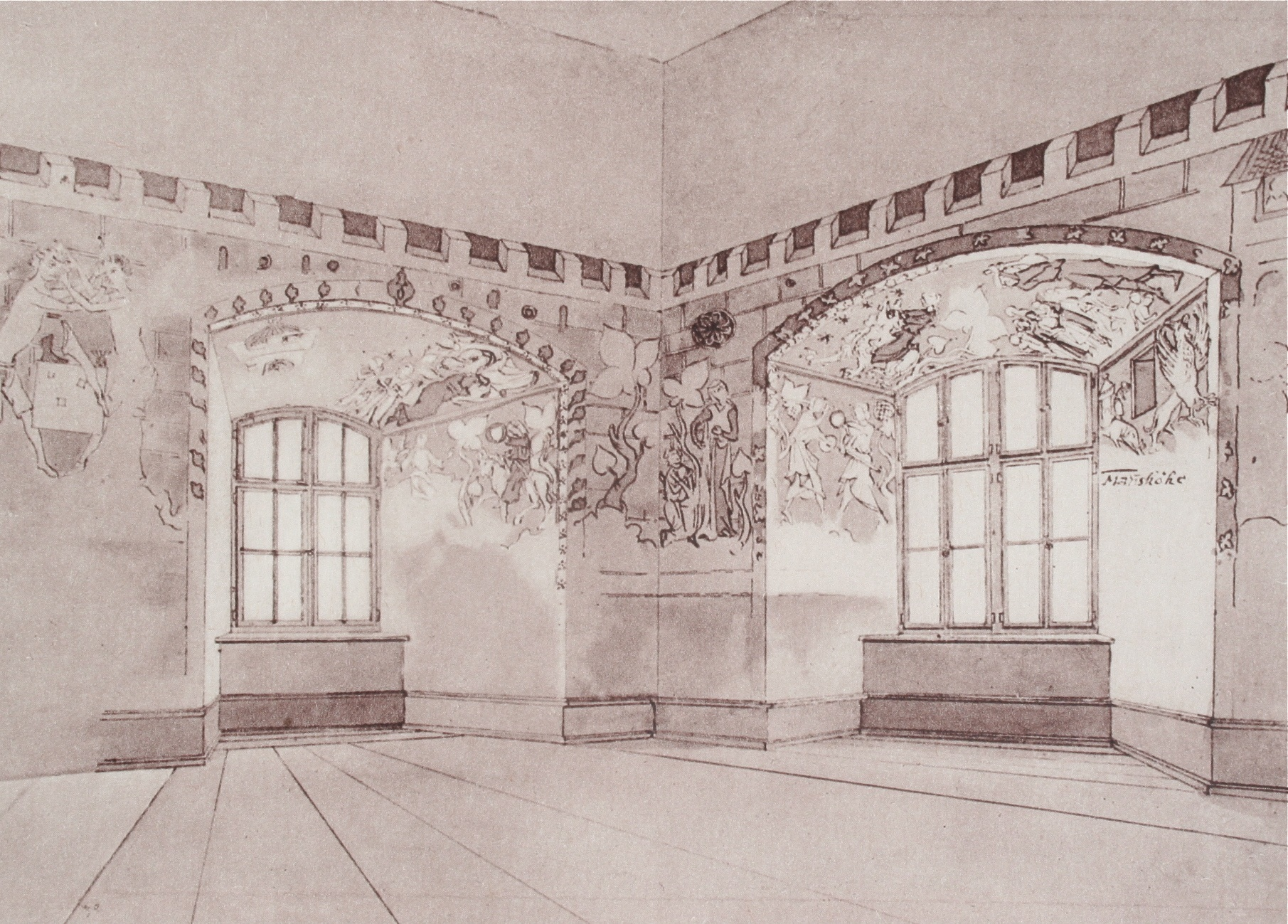
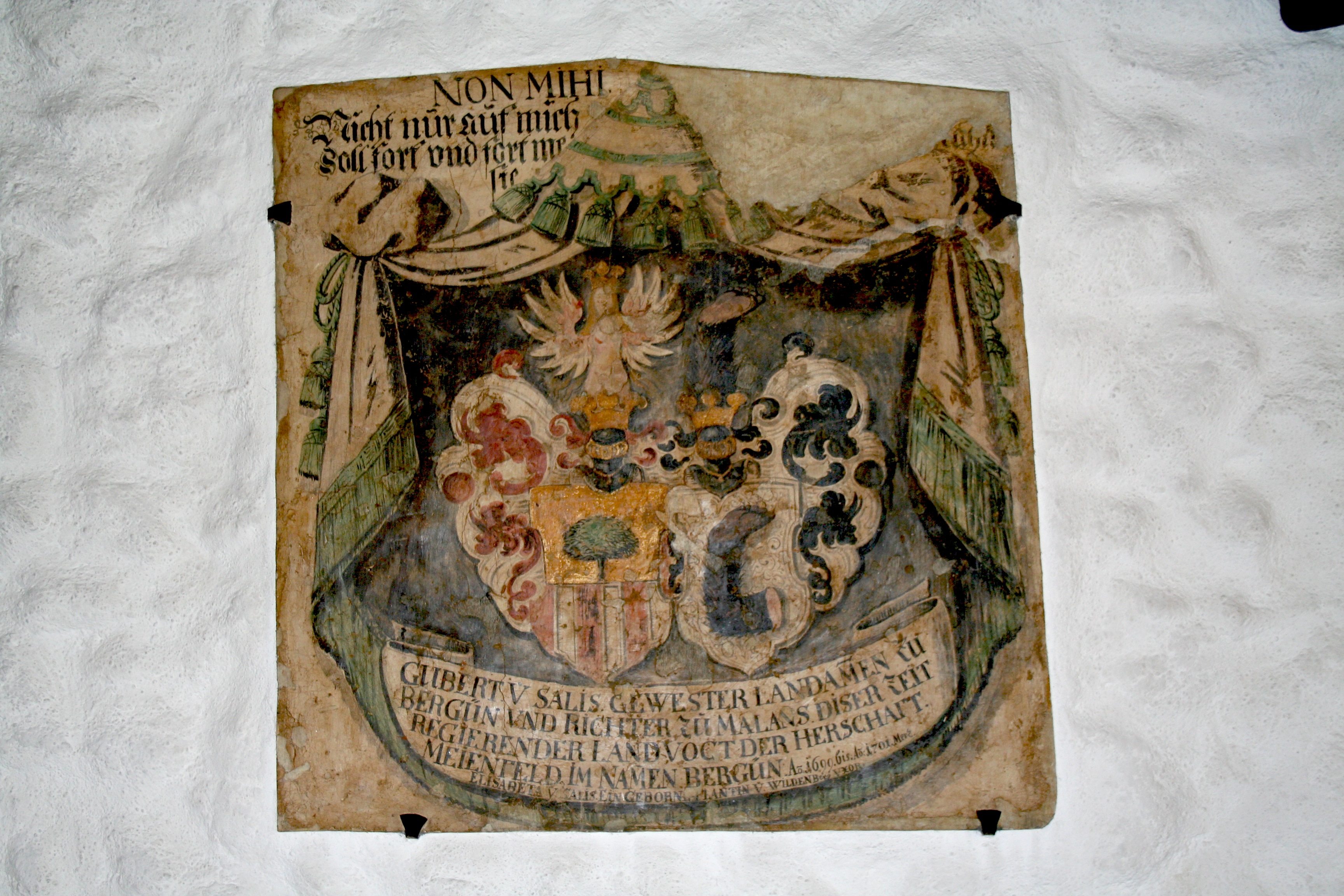
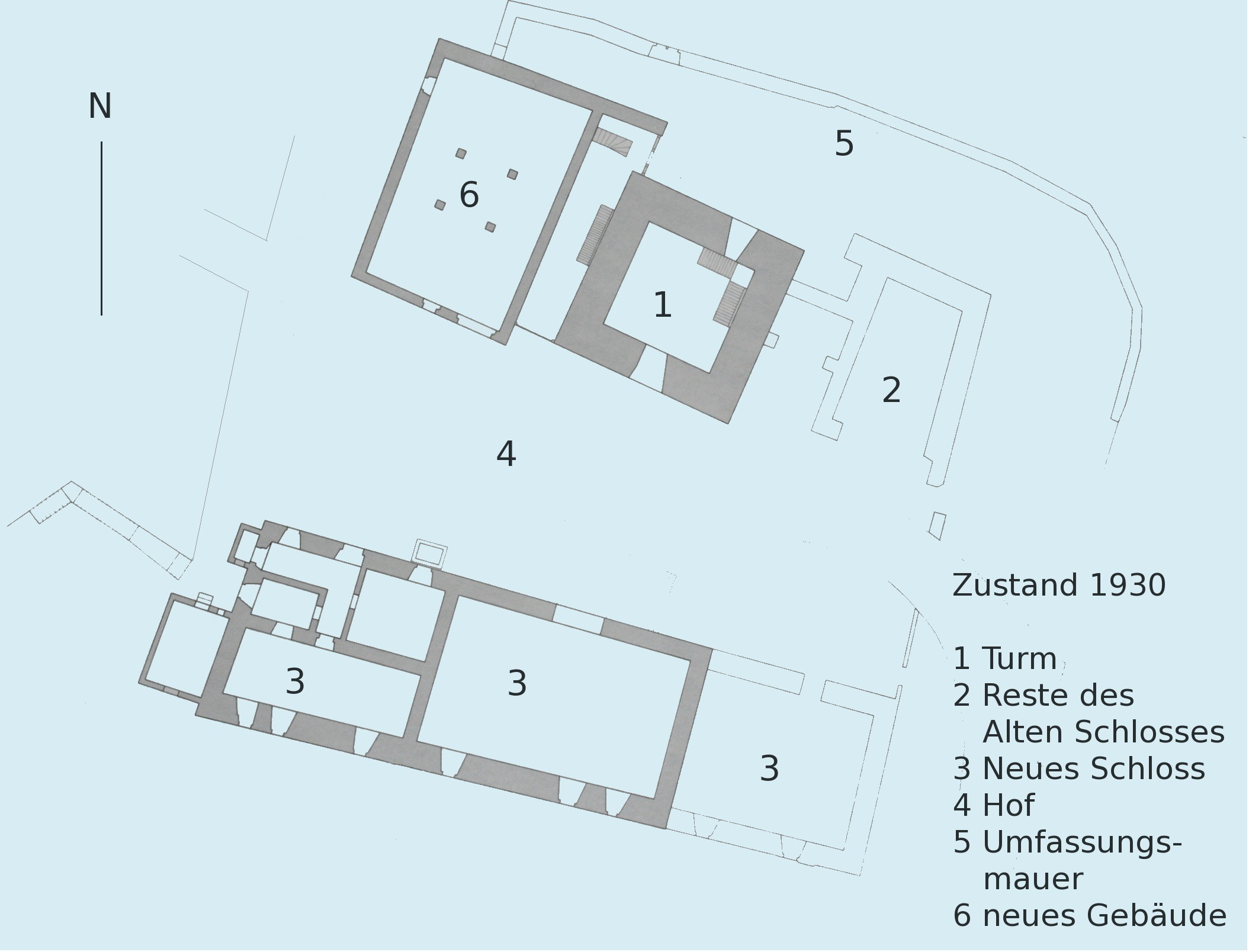
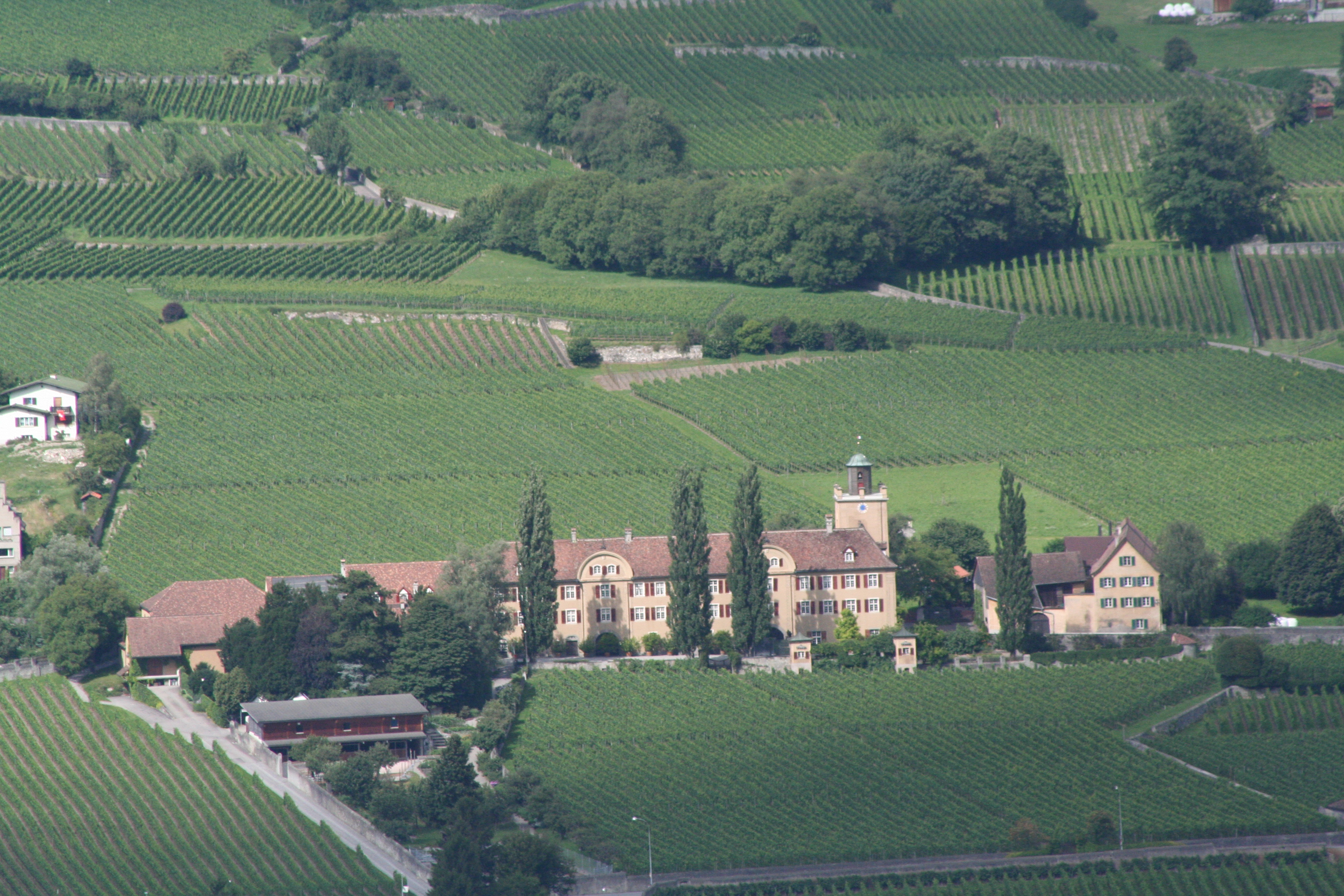
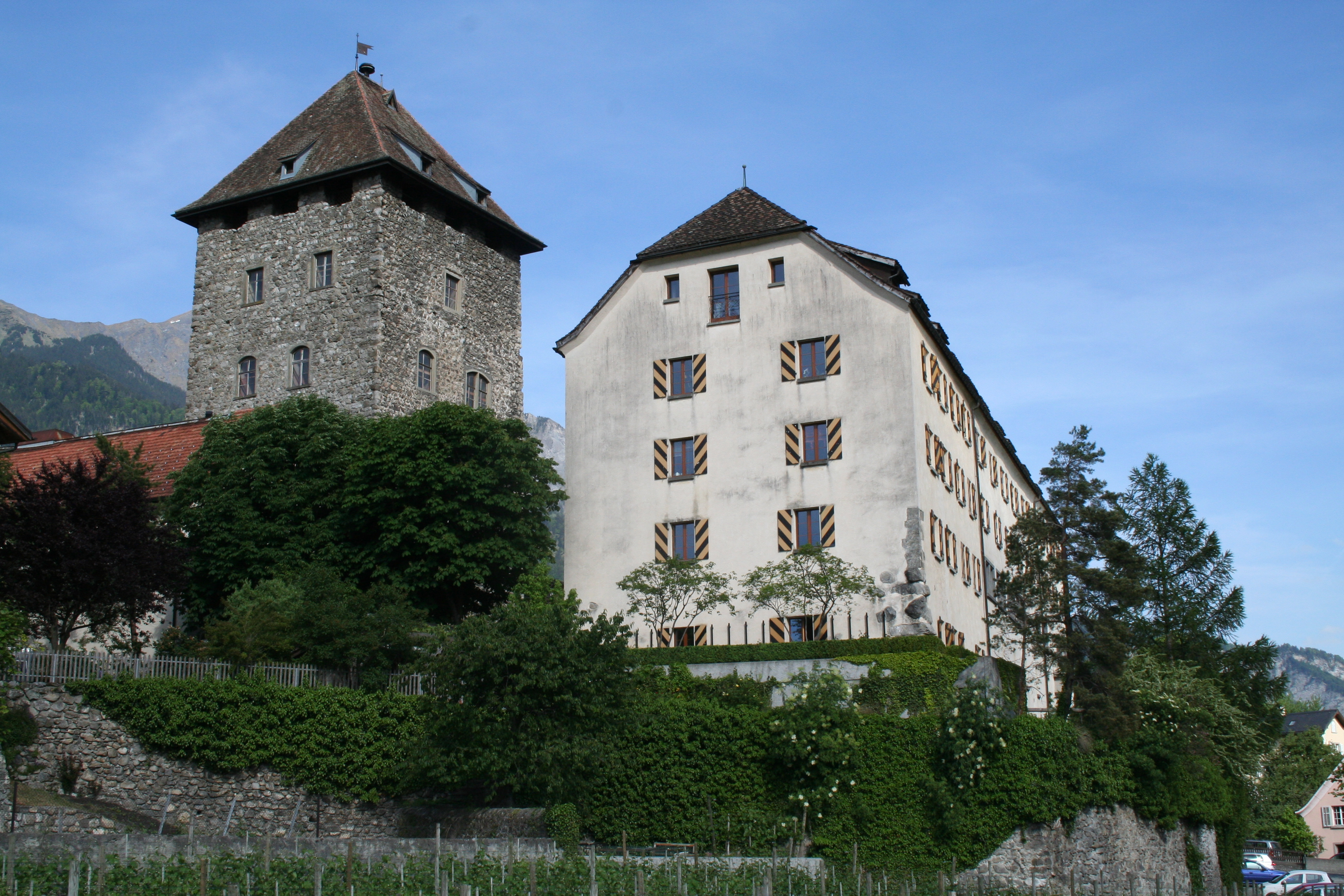